# Franz Haas (Künstler)

Franz Haas (1995)

Oelbild Weinkeller

Abstraktes Acrylbild

Franz Haas (* 4. August 1948 in Ebenthal; † 28. Dezember 2004) war ein niederösterreichischer Künstler.

## Leben
Geboren 1948 in Ebenthal, lebte er in Gösting/Zistersdorf im Weinviertel. Er arbeitete in Zistersdorf als Lehrer und unterrichtete an der Volkshochschule Malerei und Grafik.
Nach der Schule folgte die Ausbildung zum Lehrer in der Bundeslehrerbildungsanstalt St. Pölten, wo er durch den akademischen Maler Prof. Karl Friedrich gefördert wurde. 1967 Matura, 1969 bis 1975 Ausbildung zum Kunsterzieher.
Von 1976 bis 1980 Studium und Ausbildung in den verschiedensten künstlerischen Techniken wie Ölmalerei, Pastell, Aquarell, Radierung, Siebdruck und Mosaiktechnik. Ab 1982 Tätigkeit als freischaffender Künstler, 1986 eröffnete er sein Atelier in Gösting/Zistersdorf.
Die Kunst war schon immer seine größte Leidenschaft, schon als junger Knabe entdeckte er sein Talent.
Das Weinviertel in seiner Eigenart bot dem Künstler ein unerschöpfliches Reservoir für seine Tätigkeit. Bei der Wahl seiner Motive bediente er sich der Möglichkeiten, die ihm seine engste Umgebung bot, indem er die charakteristischen Merkmale hervorhob. Dabei malte er oft die gleichen Motive aus verschiedenen Blickwinkeln. Sei es, um das Wesentliche der Landschaft wiederzugeben, reduziert auf beschränkte Farbgebung und Weglassung aller Details bis hin zur Abstraktion, oder, unter Ausschöpfung einer satten Farbpalette, um eine momentgebundene Stimmung einzufangen. Nachdem er seine Leidenschaft viele Jahre lang der naturalistischen Malerei gewidmet hatte, entwickelte er am Ende seiner künstlerischen Schaffensperiode einen Hang zur abstrakten Malerei, umgesetzt in kräftigen Acrylbildern.
Franz Haas gehört zu den Malern, die die künstlerische Landschaft in seiner Heimat sehr stark geprägt haben.
Seine bevorzugten Techniken waren Öl, Acryl, Pastell, Rötel und Radierung.

## Auszeichnungen
- Ausgezeichnet beim 5. Internationalen Kunstwettbewerb „Grand Prix d´Art“ 1987 in Nürnberg.

## Veröffentlichungen
- „Vernissage“, März 1986 „Zeitgenössische Maler sehen Wien“, Internationaler Literatur- und Lyrikverlag 1986.
- „Katalog Grand Prix d´Art 1987“, Forschungsinstitut Bildender Künste Nürnberg.
- Dokumentation im „Allgemeinen Lexikon der Kunstschaffenden des ausgehenden 20. Jahrhunderts“, Band 3, Forschungsinstitut Bildender Künste, Nürnberg 1994.
- „Bauen mit Kunst“, Gesellschaft Bildender Künstler Österreichs, Künstlerhaus 1994, Vorstellung in diversen Fachzeitschriften.

## Ausstellungen
Seit 1976 hat der Künstler etwa 150 Ausstellungen durchgeführt oder war an Ausstellungen beteiligt (EA=Einzelausstellung/AB=Ausstellungsbeteiligung)
Auswahl:
2004
- EA Schloss Thürnthal, Fels am Wagram, Weinviertel-Festival im Mai 2004.

2003
- AB Inmagalerie in Al-Khobar, Saudi-Arabien (Österreichisch-Saudi-Arabischer Kulturaustausch, Österreichisch-Saudi-Arabische Gesellschaft)
- AB „Kunst ohne Grenzen“ auf Schloss Dürnkrut.
- EA Artpoint Gallery, Wien.
- EA „Baumkraxler“, Wien.
- EA Dorfmuseum, Niedersulz.

2002
- EA Oracle Education Center, Wien.
- AB Marchfeldmesse, Strasshof, Haus der Begegnung.
- EA Kulturcafe Cihak, Purgstall.

2001
- AB Kulturzentrum Schmid-Villa, Gänserndorf.

2000
- EA Eröffnung Schüttkasten, Ebenthal.
- AB Galerie-Kunstgrafik Gaweinstal.

1999
- EA Dorfmuseum, Niedersulz.

1998
- AB Marchfeldmesse Strasshof, Haus der Begegnung.

1997
- EA Erzherzog Karl-Haus, Deutsch Wagram.
- EA Volksbank Drösung.

1996
- EA Oracle Education Center, Wien.
- AB Schloss Marchegg.
- EA Evangelisches Spital, Wien.

1995
- EA Cafe-Restaurant Schwarzlmüller, Hollenstein.
- EA Cafe-Restaurant Schnesel, Göstling a. d. Ybbs.

1994
- AB „Bauen mit Kunst“, Wien, Künstlerhaus.
- EA Graf Bobby Salon, Wien.

1993
- EA Althof Retz.

1992
- EA Burgmuseum, Laa an der Thaya.

1991
- EA Café Ilkerl, Mautern.

1990
- AB Dorfmuseum Niedersulz.

1988
- EA Stadtsaal Zistersdorf.
- AB Kulturcenter Rostock-Villa, Klosterneuburg.
- EA Schloss Coburg, Ebenthal.
- AB Gemeinschaftsausstellung des Europäischen Kulturkreises in Baden-Baden, Paris und Monte Carlo.

1987
- Grand Prix d´Art ´87 in Nürnberg.
- AB Galerie Kleiner Prinz, Baden-Baden.
- AB Art-Gallery, Brüssel.
- AB Kulturhaus Poysdorf.

1986
- AB United Art Gallery, Wien.
- AB Grand Prix d’Art, Reutte in Tirol.
- EA Kaiserbad, Bad Deutsch-Altenburg.
- AB Kulturspektakel, Melk.
- EA Hotel Melk.
- EA Cafe Point, Mistelbach.

1985
- AB Barockschlössl, Mistelbach.
- AB Kongreßhaus, Baden.
- EA Schloss Jedenspeigen.
- EA Cafe Harlekin, Mistelbach.

1984
- AB Schloss Wolkersdorf.
- AB Bildungshaus Retz.

1983
- EA Hauptschule, Orth an der Donau.

1982
- AB Kulturhaus Zistersdorf.

1981
- AB Arbeiterkammer, Gänserndorf.